# Michael Kapsner
Michael Kapsner (Passau, 29 juni 1961) is een Duits componist, organist, dirigent, improvisator en muziekpedagoog. 

## Levensloop
Kapsner studeerde orgel bij Michael Radulescu en Ludwig Doerr, piano bij Hans Petermandl, compositie bij Friedrich Neumann, improvisatie bij Peter Planyavsky, dirigeren bij Karl Österreicher en Hans-Michael Beuerle. Dit alles, alsook kerkmuziek, in de muziekhogescholen in Wenen en Freiburg im Breisgau.
In 1979 behaalde hij de Tweede prijs in de internationale orgelwedstrijd in Brugge, in het kader van het Festival Musica Antiqua.
Hij behaalde ook prijzen in de internationale orgelwedstrijden van Innsbruck (1983), Romainmôtier-Envy (1983) en Wenen (1984). In 1985 was hij de enige prijswinnaar in het in Brugge ingerichte bijzondere Bachconcours.
Van 1988 tot 1990 werkte hij in kerken in Freiburg, onder meer als leider van het gregoriaans koor in de kathedraal. In 1991 stichtte hij een orkest en tot in 2000 was hij actief als freelance organist en dirigent. Van 1993 tot 1999 was hij leider van het Freiburger Oratorienchor, waarmee hij niet alleen overbekende werken uitvoerde zoals Beethovens Missa Solemnis en de Negende Symfonie, maar ook zelden uitgevoerde werken zoals „Les Béatitudes“ van César Franck, de Psalmen van Max Reger en „Das Gesicht Jesajas“ van Willy Burkhard. Als Dirigent werkte hij in die jaren met onder meer de Württembergische Philharmonie, de Münchner Symphoniker, de Kammerphilharmonie Karlsruhe en het Regensburger Kammerorchester.  
Van 1994 tot 2001 was hij docent orgel en improvisatie aan de Muziekhogeschool van Trossingen en van 2000 tot 2004 aan de Muziekuniversiteit in Graz. Vanaf 2004 werd hij docent aan de Muziekhogeschool Franz Liszt in Weimar.
Kapsner is actief in het concertleven, als organist en dirigent. Hij maakt vaak deel uit van jury's bij internationale orgelwedstrijden. Hij heeft de muzikale leiding over het Bach - Liszt orgelconcours Erfurt - Merseburg - Weimar, voor het deel dat in Weimar doorgaat. 
Hij interesseert zich vooral ook voor de historische orgels in Thüringen. Hij is bestuurslid van de Gottfried Silbermann Vereniging.